# 博雷爾角
63°7′S 55°48′W / 63.117°S 55.800°W
博雷爾角是南極洲的海岬，位於茹安維爾島北岸，處於羅克佩珀灣西部，該海灣由英國探險隊繪入地圖，現時由南極條約體系管理。